# Agrostis atlantica
Agrostis atlantica är en gräsart som beskrevs av René Charles Maire och Louis Charles Trabut. Agrostis atlantica ingår i släktet ven, och familjen gräs.
Artens utbredningsområde är Marocko. Inga underarter finns listade i Catalogue of Life.